# Sinfonische Dichtung
Eine sinfonische Dichtung (auch symphonische Dichtung, symphonisches Gedicht oder Tondichtung) ist ein längeres musikalisches Stück für Orchester, das versucht, außermusikalische Inhalte mit musikalischen Mitteln zu beschreiben, beispielsweise Menschen, Sagengestalten oder Landschaften, später z. B. auch Gemälde. Zuweilen folgt die sinfonische Dichtung auch direkt einer literarischen Vorlage (z. B. bei Franz Liszt oder Richard Strauss). Sie ist eine Form der Programmmusik und spielt vor allem in der romantischen Musik des 19. Jahrhunderts eine große Rolle. Besonders für das Entstehen der nationalen Schulen des Jahrhunderts ist die Gattung bedeutsam, da sich hier beispielsweise nationale oder volksliedhafte Anklänge besonders direkt in die Musik einarbeiten lassen. Dabei wird die formale Anlage frei nach dem beschriebenen Sujet gewählt.
Entstanden aus der Überzeugung, dass die aus der Wiener Klassik stammende Form der Sinfonie zu keiner weiteren Entwicklung fähig sei, konkurrierten diese beiden Gattungen lange Zeit miteinander. Es bildeten sich zwei „Schulen“ oder Traditionslinien heraus, deren Entstehung wohl schon auf die Kontroverse zwischen den Anhängern von Schumann und Brahms, sowie denen der sogenannten Neudeutschen Schule um Wagner und Liszt, welcher den Begriff „Sinfonische Dichtung“ prägte, zurückgeht. Letztere sprachen sich für programmatische Kompositionen aus, während Erstere am traditionellen Sinfonieschema und am Verfassen programmloser Werke festhielten. Gleichwohl gibt es zahlreiche Komponisten, die beide Gattungen gleichermaßen gepflegt haben (z. B. Felix Mendelssohn Bartholdy, Camille Saint-Saëns, Antonín Dvořák, Emil Nikolaus von Reznicek, Jean Sibelius, Sergei Rachmaninow, Arnold Bax).
Der Begriff „Tondichtung“ (rein begrifflich: Dichtung in Tönen), bezeichnet anders als der Begriff „Sinfonische Dichtung“ nicht in allen Fällen ein symphonisches Werk. So finden sich überwiegend aus der Zeit zu Beginn des zwanzigsten Jahrhunderts auch Tondichtungen für Kammermusikbesetzungen. Das wohl bekannteste Werk dieses Genres ist Arnold Schönbergs Streichsextett Verklärte Nacht. Weitere wichtige Kammermusiktondichtungen schufen u. a. Leoš Janáček (Pohádka für Violoncello und Klavier, Streichquartett Die Kreutzersonate), Paul Graener (Klaviertrio Der Hungerpastor op. 20) und Paul Juon (Klaviertrio Litaniae op. 70). Wichtige Vorläuferwerke dieser Gattung finden sich aber bereits bei Joachim Raff (Streichquartett Nr. 7 op. 192 Nr. 2 Die schöne Müllerin, zyklische Tondichtung Volker op. 203 für Violine und Klavier).

## Bekannte sinfonische Dichtungen
- Alexander Borodin: Eine Steppenskizze aus Mittelasien
- Steffen Brinkmann: Die Burg
- Mikalojus Konstantinas Čiurlionis: Miške (Im Walde)
- Claude Debussy: La Mer, Prélude à l’après-midi d’un faune
- Paul Dukas: Der Zauberlehrling (L’Apprenti sorcier)
- Antonín Dvořák: Othello, Der Wassermann, Die Mittagshexe, Das goldene Spinnrad, Die Waldtaube
- Edward Elgar: Cockaigne (In London Town), In the South, Falstaff
- César Franck: Le Chasseur maudit (Der verfluchte Jäger), Les Éolides (Die Äoliden)
- Richard Franck: Liebesidyll (Amor und Psyche)
- Michail Glinka: Caprice brillant über das Thema der Jota aragonesa (Spanische Ouvertüre Nr. 1)
- Percy Grainger: Train Music
- Gustav Holst: Die Planeten
- Arthur Honegger: Pacific 231
- Udo Jürgens: Wort, Die Krone der Schöpfung
- Franz Liszt: 13 Sinfonische Dichtungen: Ce qu’on entend sur la montagne; Tasso, Lamento e Trionfo; Les Préludes; Orpheus; Prometheus; Mazeppa; Festklänge; Héroïde funèbre; Hungaria; Hamlet; Hunnenschlacht; Die Ideale; Von der Wiege bis zum Grabe
- Anatoli Ljadow: Kikimora
- Felix Mendelssohn Bartholdy: Die Hebriden, Das Märchen von der schönen Melusine, Meeresstille und glückliche Fahrt
- Richard Mohaupt: Town Piper Music (Stadtpfeifermusik)
- Modest Mussorgski: Eine Nacht auf dem kahlen Berge
- Sergej Rachmaninow: Die Toteninsel, Der Fels
- Max Reger: Vier Tondichtungen nach A. Böcklin
- Ottorino Respighi: Römische Trilogie (Brunnen von Rom, Pinien von Rom, Römische Feste)
- Nikolai Rimski-Korsakow: Scheherazade
- Camille Saint-Saëns: Danse Macabre (Totentanz)
- Arnold Schönberg: Verklärte Nacht, Pelleas und Melisande
- Jean Sibelius: Finlandia, En Saga, Tapiola, Lemminkäinen-Suite (darunter Der Schwan von Tuonela), Luonnotar, Der Barde, Aallottaret
- Alexander Skrjabin: Le Poème de l’Extase, Prométhée. Le Poème du feu, Rêverie
- Bedřich Smetana: Mein Vaterland (Má vlast), Zyklus von sechs sinfonischen Dichtungen, darunter Die Moldau
- Richard Strauss: Don Juan, Tod und Verklärung, Till Eulenspiegels lustige Streiche, Also sprach Zarathustra, Don Quixote, Ein Heldenleben, Sinfonia domestica, Eine Alpensinfonie
- Igor Strawinsky: Le Chant du Rossignol (Der Gesang der Nachtigall)
- Josef Suk: Pohádka Léta op. 29 (Ein Sommermärchen)
- Peter Tschaikowski: Francesca da Rimini, Romeo und Julia, Hamlet, Slawischer Marsch
- Richard Wagner: Siegfried-Idyll
- Anton Webern: Im Sommerwind
- Alexander von Zemlinsky: Die Seejungfrau